# دي وو
دي وو هي عازفة بيانو صينية، ولدت في 1 سبتمبر 1984 في نانجينغ في الصين.